# Xanthorhoe bilbainensis
Xanthorhoe bilbainensis là một loài bướm đêm trong họ Geometridae.